# Malmö Squash Rackets Club
Malmö Squash Rackets Club, MSRC, grundades 1972 och bedrev då sin verksamhet på Öresundshallen i Malmö. År 2000 flyttade föreningen inom staden till Bellevuestadion, efter att Malmö Stad där gjort större investeringar. I samband med dessa anlades fem nya squashbanor och flyttbara väggar installerades för att möjliggöra internationell dubbelsquash.
Föreningen har cirka 1000 medlemmar (2011) och elitserie lag för både herrar och damer.